# 笑顔会
医療法人笑顔会（いりょうほうじんえがおかい）は、大阪府大阪市に本店を持つ医療法人である。前身の個人医院である福島吉野スマイル内科・循環器内科から医療法に基づき平成30年1月10日に登記された医療法人であり、名古屋に本店を持つ同名の医療法人笑顔会とは別法人である。

## 概要
法人情報
設立年月日：平成30年1月10日
本店所在地：大阪府大阪市福島区吉野5-11-22
理事長：坂口海雲
医療法人笑顔会　https://egaokai.com/
- 福島吉野スマイル内科・循環器内科
- 塚本スマイル小児科・内科
- しらさわ耳鼻咽喉科クリニック
- ゆう美容クリニック

### 【医療法人笑顔会グループ】
医療法人 幸裕会
- 天下茶屋内科クリニック

医療法人在宅会
- みんなのクリニック大阪
- みんなのクリニック枚方
- みんなのクリニック西宮
- みんなのクリニック桂

医療法人エルーラクリニック
- エルーラクリニック

医療法人恒尚会
- 兵田病院
- 兵田クリニック
- 兵田堺東クリニック
- クローバー悠苑
- 訪問看護ステーションなごみ